# Sphecodemyia lamborni
Sphecodemyia lamborni är en tvåvingeart som beskrevs av Austen 1937. Sphecodemyia lamborni ingår i släktet Sphecodemyia och familjen bromsar.
Artens utbredningsområde är Moçambique. Inga underarter finns listade i Catalogue of Life.